# Orlovac (Kuršumlija)
Pour les articles homonymes, voir Orlovac.
Orlovac (en serbe cyrillique : Орловац) est un village de Serbie situé dans la municipalité de Kuršumlija, district de Toplica. Au recensement de 2011, il comptait 10 habitants.

## Démographie
| 1948 | 1953 | 1961 | 1971 | 1981 | 1991 | 2002 | 2011 |
| ---- | ---- | ---- | ---- | ---- | ---- | ---- | ---- |
| 211  | 229  | 197  | 152  | 72   | 45   | 17   | 10   |

|  |